# وانغ تونغ
وانغ تونغ (بالصينية: 王彤) (12 فبراير 1993 بشنيانغ في الصين - ) هو لاعب كرة قدم صيني في مركز الدفاع. شارك مع منتخب الصين تحت 20 سنة لكرة القدم ومنتخب الصين تحت 23 سنة لكرة القدم ومنتخب الصين لكرة القدم. أما مع النوادي، فقد لعب مع شاندونغ لونينغ.

## وصلات خارجية
- وانغ تونغ على موقع قاعدة بيانات كرة القدم.إي يو (الإنجليزية)
- وانغ تونغ على موقع ناشيونال فوتبول تيمز (الإنجليزية)
- وانغ تونغ على موقع Soccerway.com (الإنجليزية)
- وانغ تونغ على موقع اللجنة الأولمبية الصينية (الإنجليزية)